# Gole dello Ziz
Le Gole dello Ziz sono una serie di gole in Marocco delimitate da due porte artificiali sia all'ingresso sud che a quello nord. Alla loro estremità meridionale è la diga di Hassan Addakil che crea un lago artificiale mentre all'estremità settentrionale è il Tunnel del Legionario costruito, dalle truppe dell'Impero coloniale francese nel 1930, al fine di creare un passaggio verso la valle dello Ziz. La gola è il risultato dell'erosione della acque dello Ziz scorrente attraverso la catena dell'Atlante.
Il canyon si snoda fra colline alte fino a 320 metri ed è largo mediamente fra 100 e 200 metri per una lunghezza totale di circa 80 km. In zona è presente una grande quantità di antichi fossili e gettando un sasso da una delle colline si ottiene spesso la sua apertura che porta alla luce un'inclusione. Una città di medie dimensioni si trova nel mezzo del canyon.